# Facultatea de Filosofie a Universității din București
Facultatea de Filosofie este facultate fondatoare a Universității din București, înființată de domnitorul Alexandru Ioan Cuza prin decretul din 16 iulie 1864.

## Istoric
Este facultate fondatoare a Universității din București, înființată prin Decretul nr. 756 din 4 / 16 iulie 1864 al Domnitorului Alexandru Ioan Cuza. Facultatea de Filosofie a contribuit și contribuie prin profilul și prin activitatea sa la realizările de ansamblu ale Universității din București și ale învățământului superior din România.
Importanța rolului cultural național al acestei instituții de învățământ superior rezultă din prevederile Regulamentului Facultății de Filosofie și Litere, promulgat la 20 februarie 1899. În acesta se menționează dreptul facultății de a acorda licența și doctoratul în filosofie. Încă de la înființare, predarea filosofiei în Universitatea din București s-a făcut în mod continuu, chiar și în ultima perioadă a regimului comunist. Printre primii rectori ai Universității din București au figurat profesori de la această facultate: Ioan Zalomit (mai 1871 - aprilie 1885), profesor de istoria filosofiei; Titu Maiorescu (octombrie 1892 - noiembrie 1897), profesor de filosofie și C. Dimitrescu-Iași (octombrie 1898 - ianuarie 1911), profesor de filosofie, autorul primei teze de doctorat în estetică de la noi (Conceptul de frumos - Leipzig 1877). 
În anul 1948, după reforma comunistă a învățământului, cadrul în care funcționa Facultatea de Filosofie a fost modificat. Au existat încercări repetate de a o desființa, fiind integrată în cele din urmă în sistemul învățământului de partid. La Mișcările studențești din 1956 au luat parte și studenți ai Facultății de Filosofie: Mihai Stere Derdena , Dan Onaca, Costel Dumitrescu, Dumitru Arvat, Alexandru Bulai, Ioan Zane, Aurel Lupu, Romulus Resiga, Constantin Dumitru. În ciuda faptului că avuseseră loc arestări după revolta din luna octombrie, studenții Facultății de Filosofie au încercat să organizeze o nouă manifestație la 15 noiembrie, dar organizatorii au fost arestați înainte de a putea face cunoscută inițiativa lor.

#### „Afacerea“ studenților de la Filosofie (1965)
În anul 1965, Facultatea de Filosofie a trecut printr-un episod de teroare, descris astfel de istoricul Mioara Anton: „Desovietizarea accelerată a culturii române, precum și declarațiile noii conduceri instituite după moartea lui Gheorghiu-Dej au alimentat speranțele celor mai mulți că partidul va admite dezbateri libere. «Dezghețul» ceaușist era însă o iluzie. În octombrie 1965, un grup de studenți de la Facultatea de Filosofie erau acuzați că au manifestat atitudini dușmănoase la adresa partidului și a statului. Conform rapoartelor Securității, cele șase «elemente izolate» – Ștefan Nicolici, Traian Vasar, Mihai Turcu, Iulian Bădin, Nicolae Octavian, Gheorghe Boboc – propagaseră «teorii revizioniste» care contestau natura și funcționarea puterii comuniste în România. Securitatea informa că cei șase își instigaseră colegii la revoltă cerând mărirea burselor, dreptul la grevă și întruniri publice, scoaterea economiei politice din programa de învățământ.“
Decanul de atunci al facultății, Tudor Bugnariu, filosof marxist, fost ilegalist, a luat apărarea studenților anchetați și, într-un final, exmatriculați. El a fost sancționat pe linie de partid și înlocuit de la conducerea Facultății cu Constantin Nicuță, secretarul de partid al aceleiași instituții.
Cei șase studenți incriminați au fost „judecați“ într-o ședință de demascare care a avut loc în toamnă în Aula Facultății de Drept. Unul dintre cei care i-a „înfierat“ și a depus mărturie împotriva lor a fost Iosif Boda pe atunci student (cu carieră de demnitar al statului român după 1989). După această ședință, studenții au fost au fost atacați și molestați pe treptele rectoratului. Decanul Tudor Bugnariu nota în jurnalul său: „După adunare, la ieșirea din Universitate, un grup de huligani «de stânga» i-au luat la bătaie pe cei pe care i-au putut prinde dintre acuzați. Vasar a fost serios rănit, la cap și la mână; Mihai Turcu a scăpat mai ușor. Nici nu se putea ca o astfel de ședință să nu aibă aceasta încheiere“. O altă mărturie în acest sens o oferă Virgil Măgureanu, și el al student al Facultății la acea dată:  „După această înscenare, a urmat o adevărată încăierare. Bande de bătăuși formate din studenți de la Drept i-au atacat pe contestatarii de la Filosofie. Îmi aduc aminte că pe Iulian Bădin l-am cules chiar eu, cu cearșaful, de pe jos. Era o mână de om. Ulterior, am fost chemat să dau explicații de ce am făcut respectivul gest. Bătăușii erau tot studenți…" Vasile Morar, profesor al Facultății, evocă într-un articol atitudinea demnă a unor studențil și a decanului cu ocazia acestui episod.
Acest eveniment a lăsat urme adânci atât printre studenții, cât și printre profesorii Facultății: „Valul represiunii s-a extins asupra tuturor celor pe care Securitatea i-a considerat nesiguri, deopotrivă studenți și profesori. Episodul s-a încheiat cu exmatricularea studenților, interzicerea accesului în învățământul superior și marginalizarea profesorilor considerați a fi mult prea liberali. Chiar dacă nu au existat sentințe cu trimiterea în închisoare, așa cum se întâmplase în perioada înghețului ideologic (1956-1958), partidul a trasat încă o dată granița între ceea ce era permis și ceea ce era interzis.“
Între anii 1977 și 1984, Facultatea de Filosofie a fost comasată cu Facultatea de Istorie. Despre ingerințele ideologice în studiul filozofic pe parcursul deceniilor deceniile de comunism, istoricul Vladimir Tismăneanu scria: „Puține au fost domeniile vieții spirituale din România în care pumnul de fier al ideologiei marxiste să se exercite cu atâta duritate și îndârjire precum în filozofie, teritoriu prin definiție fragil și subtil, spațiu predestinat, într-o alcătuire socială normală, reflecției pure și de nimic îngrădită. La fel, trebuie spus că nici o instituție din învățământul superior nu a fost mai draconic supravegheată decât Facultatea de Filozofie din București. În anii lui Dej, finalitatea era reproducția ideologică a cadrelor din sistem. La fel și sub Ceaușescu, cu amendamentul că, o vreme, s-a permis o abordare mai puțin dogmatică a filosofiei occidentale. Înghețul cultural de după 1971 a provocat însă resuscitarea stafiilor celui mai pustiitor obscurantism.“

#### După 1989
După 1989 Facultatea a suferit o restructurare profundă. Corpul profesoral s-a înnoit aproape în întregime. Cu toate acestea, au revenit cu timpul la catedră unii profesori din vremea predării marxismului, precum Alexandru Boboc (astăzi, profesor emerit).  Planurile de învățământ au fost modificate și s-a asigurat o mare flexibilitate a programelor de studiu, studenții având posibilitatea opțiunii între un număr mare de discipline.
Astăzi, profesorii și studenții facultății sunt prezenți în mari universități din străinătate sau primesc vizita reprezentanților unor asemenea prestigioase instituții, sunt angajați în programe de cercetare importante, oferind soluții și competențe în procesul de reformă educațională, politică, economică și socială din România. Colaborările cu universități din Europa și Statele Unite - Oxford, Paris (Nanterre), Lyon, Amsterdam, Bochum, Dijon, cu Universitatea Catolică din Bruxelles sau cu Universitatea din Tulsa, SUA, cu care facultatea dezvoltă în permanență un fructuos schimb de profesori - sunt dovezi ale unui învățămînt de calitate, a atingerii unor standarde de nivel european și internațional. 
Mari personalități care au predat sau care s-au format aici: Titu Maiorescu, Constantin Rădulescu-Motru, Ioan Petrovici, Dimitrie Gusti, P. P. Negulescu, Mircea Florian, Nae Ionescu, Mircea Eliade, Mihail Sebastian, Mircea Vulcănescu, Grigore Moisil, Tudor Vianu, Emil Cioran, Mircea Vulcănescu, Constantin Noica.

## Controverse
În anul 2011, a avut loc un concurs pe post care a stârnit reacții de contestare în spațiul public. Filosoful Gabriel Liiceanu a adresat pe 29 septembrie o scrisoare deschisă ministrului de atunci, Daniel Funeriu. Pe 13 octombrie, tot pe platforma Contributors a apărut un drept la replică ai cărui semnatari erau „Studenți, Foști Studenți ai Facultății de Filosofie“, „Philos - Asociația Studenților în Filosofie” și două studente, Oana Șerban și Irina Nicolae. La o săptămână după publicarea acestui răspuns, un nou text aduce precizări din care reiese că „nici un student, în afara de cele doua fete care au redactat «scrisoarea», nu este de acord cu conținutul ei“. Pe 10 octombrie, Gabriel Liiceanu revine cu o scrisoare către Ministrul Educației.
La începutul anului 2019, Facultatea de Filosofie s-a aflat în centrul unui scandal mediatic de proporții, declanșat de organizarea unui concurs pentru un post de asistent și, în paralel, de invitarea la un curs doctoral despre „Violența în istorie“ a lui Petre Roman și Teodor Brateș. Mai multe organizații civice au protestat față de invitarea celor doi la Facultatea de Filosofie, iar Gabriel Liiceanu a scris un articol despre întâlnirea ce era programată pentru data de 16 ianuarie.. Facultatea a anulat întâlnirea și a dat un comunicat.
La concursul din luna februarie s-au prezentat mai mulți tineri care își terminaseră studiile în străinătate și au existat suspiciuni de necorectitudine, i. e. de favorizare a candidatei câștigătoare, Oana Camelia Șerban. Gabriel Liiceanu a acuzat nereguli într-o emisiune de la Realitatea TV. Mai mulți profesori ai Facultății răspund într-un text de grup. Într-un articol din revista Dilema, profesorul Andrei Cornea face o retrospectică a acestor diferende vorbind despre „tupeu universitar“.
În luna martie, a fost descoperit și dezvăluit public plagiatul fostului Ministru al Culturii, Ionuț Vulpescu, membru marcant al PSD, într-o teză susținută în anul 2008 la Facultatea de Filosofie, sub îndrumarea prof. Vasile Morar (Titlul tezei: „Etica între teologie și filosofie. Analiză comparativă asupra valorii morale a muncii în ethosul creștin“). Comisia de etică a Universității din București a dat verdict de plagiat o lună mai târziu, la data de 27 iunie 2019, iar rectorul Universității din București, Mircea Dumitru, a cerut CNATDCU retragerea titlului. Profesorul Vasile Morar a anunțat ulterior că se retrage din Școala Doctorală.
Gabriel Liiceanu scrie pe 7 iunie despre prezența fostului președinte Ion Iliescu și a lui Petre Roman în Facultatea de Filosofie un text intitulat „Sub înaltul patronaj. O ștafetă a răului“. Decanul Facultății, Romulus Brâncoveanu, publică un „drept la replică“ pe 26 iunie.
În luna mai, în presă au apărut informații că un apropiat al lui Liviu Dragnea, Adrian Mlădinoiu, fost aghiotant al său, cu pregătire în domeniul militar, este doctorand pe un loc cu bursă la Facultatea de Filosofie. În urma publicării acestor informații, bursa i-a fost retrasă de Universitatea din București.

## Studii
Domenii de licență: Filosofie.
Specializări: Filosofie (ZI).
Număr de cadre didactice :26
Număr de studenți : 418
Număr masteranzi : 140
Număr doctoranzi : 82
Laboratoare : un laborator de informatică
Bibliotecă: acces liber la raft
Posibilități de încadrare:
• Profesori în cadrul învățămîntului preuniversitar și universitar;
• Specialiști în cadrul unor instituții europene;
• Specialiști în domeniul publicitar;
• Specialiști în relații publice;
• Manageri;
• Jurnalism.
Studenții din cadrul Facultății de Filosofie pot să se angajeze și în cadrul centrelor de cercetare cu care colaborează facultatea. Lista acestora poate fi accesată la adresa http://www.ub-filosofie.ro/cercetare